# 関釜連絡船
| 関釜連絡船・博釜連絡船       | 関釜連絡船・博釜連絡船                                                                            |
| ---------------------------- | ------------------------------------------------------------------------------------------------- |
| 下関鉄道桟橋に停泊する景福丸 |                                                                                                   |
| 航路距離                     | 関釜航路（下関 - 釜山）240 km 博釜航路（博多 - 釜山）215 km                                       |
| 駅名・ 桟橋名                | 下関駅・下関鉄道桟橋（北緯33度56分58.5秒 東経130度55分39.5秒 / 北緯33.949583度 東経130.927639度） |
| 駅名・ 桟橋名                | 博多駅・博多桟橋（北緯33度36分36.6秒 東経130度24分8.7秒 / 北緯33.610167度 東経130.402417度）      |
| 駅名・ 桟橋名                | 釜山駅・釜山税関桟橋（北緯35度6分13.4秒 東経129度2分29.1秒 / 北緯35.103722度 東経129.041417度）   |

関釜連絡船（かんふれんらくせん）は、1905年から1945年にかけて下関から朝鮮半島南端の釜山の間を運航していた鉄道連絡船である。また、戦時中に福岡市の博多港と釜山の間を運航していた博釜連絡船（はくふれんらくせん）についても記す。

## 概要
同航路は、もともと私鉄であった山陽鉄道傘下の山陽汽船が1905年（明治38年）に運航を開始した航路で、鉄道国有法によって山陽鉄道が国有化されたために鉄道院（後の国鉄、現在のJRグループの前身）の運営となったものである。
第二次世界大戦前までは日本から朝鮮半島、満洲国、中華民国そしてヨーロッパに至る国際連絡運輸の一部としての役割も担っていた。ほとんど独占企業であり、日本本土（内地）と朝鮮半島（外地）との間を結ぶ連絡船としては他には大阪と済州島を結ぶ「君が代丸」が存在する程度であった。大陸に進発する兵士はもちろん、満蒙開拓に希望を持つ開拓団の人々も数多くあり、海上交通と鉄道を結びつける重要な役割を担い、東京や鹿児島等から朝鮮までの国内線として、ただ1枚の切符で到ることもできる。
なお終戦後は、朝鮮に生まれた新しい独立国の大韓民国との間に国交がなかったこともあって同区間を往来する航路は存在しない状態が続いていたが、1965年（昭和40年）の国交成立後の1970年（昭和45年）6月に25年ぶりの日韓定期航路として関釜フェリーが就航した。また、1991年（平成2年）3月よりJR九州が博多 - 釜山にジェットフォイル「ビートル2世」を就航している。

## 航路概要
玄界灘から壱岐をかすめ、対州の東水道を進み朝鮮海峡を渡る。
- 関釜航路　下関 - 釜山　240 km　所要7時間30分（1940年10月）
- 博釜航路　博多 - 釜山　215 km　所要8時間10分（1943年7月）

## 航路沿革
- 1905年（明治38年）9月11日 - 山陽汽船が大韓帝国への外国航路として下関 - 釜山間に「関釜連絡船」を隔日1往復で新設。京釜線が全通していた事に伴う。壱岐丸が就航。
- 1905年（明治38年）11月1日 - 対馬丸が就航し毎日運航となる。
- 1906年（明治39年）12月1日 - 鉄道国有法によって国有化され、鉄道院の運営となる。
- 1910年（明治43年） - 韓国併合に伴い、国内航路扱いになる。
- 1943年（昭和18年）7月15日 - 下関港の容量不足と輸送力の増強の目的から、博多 - 釜山間に「博釜連絡船」新設。
- 1943年（昭和18年）10月5日未明 - 関釜連絡船の崑崙丸がアメリカ海軍の潜水艦ワフーの魚雷直撃を受け沈没（死者行方不明者583人）。以後、夜間航行が自粛される。
- 1945年（昭和20年）6月頃 - 船舶の空襲による被災と対馬海峡の封鎖により事実上消滅。
- 1949年（昭和24年）4月12日 - 航路閉鎖。

## 就航船

### 国鉄船
壱岐丸I型（客船）

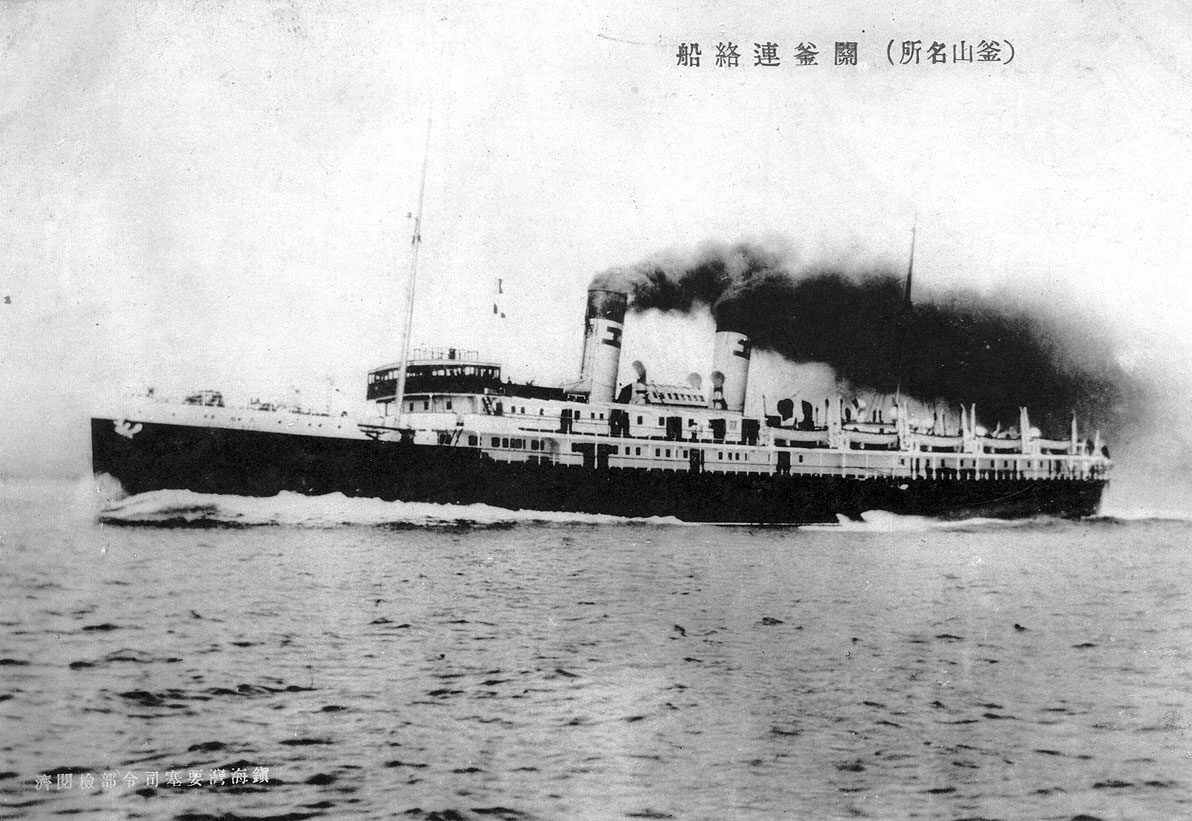
景福丸（1922年就航）

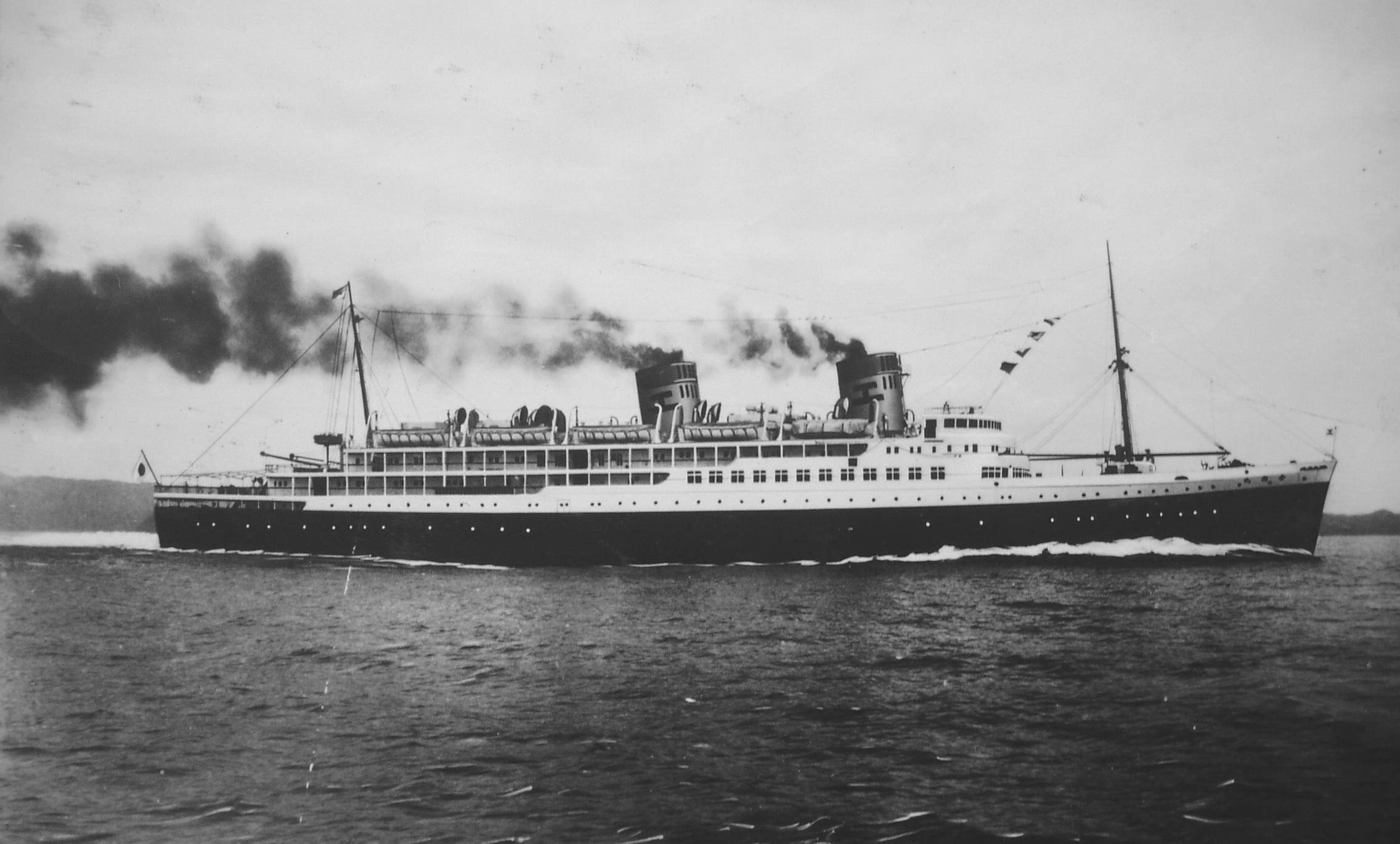
金剛丸（1936年就航）

- 壱岐丸（初代） : 1905年（明治38年）9月11日就航、1922年（大正11年）10月18日青函航路へ転出[1]。
- 対馬丸（初代） : 1905年（明治38年）11月1日就航、1923年（大正12年）3月8日稚泊航路へ転出[1]。

高麗丸型（客貨船）
- 高麗丸 : 1913年（大正2年）1月13日就航、1931年（昭和6年）5月14日稚泊航路へ転出[1]。
- 新羅丸 : 1913年（大正2年）4月5日就航、1942年（昭和17年）6月10日青函航路へ転出、1945年（昭和20年）4月19日に関釜航路へ再転入[1]。同年5月25日沈没。

景福丸型（客船）
- 景福丸 : 1922年（大正11年）5月18日就航、1944年（昭和19年）10月2日から博釜航路。1945年（昭和20年）8月23日青函航路に転属就航[1]。
- 徳寿丸 : 1922年（大正11年）11月12日就航、1943年（昭和18年）7月15日から1944年（昭和19年）10月2日まで博釜航路[1]。戦後の引揚輸送に従事した後、1954年（昭和29年）10月1日青函航路に就航。
- 昌慶丸 : 1923年（大正12年）3月12日就航、1943年（昭和18年）7月15日発令にて博釜航路[1]。1945年（昭和20年）7月30日に空襲で擱座。昭和22年青函航路に就航。

金剛丸型（客貨船）
- 金剛丸 : 1936年（昭和11年）11月16日就航、1945年（昭和20年）5月27日触雷座礁[1]。戦後はアメリカ軍の傭船となる。
- 興安丸 : 1937年（昭和12年）1月31日就航、1945年（昭和20年）6月20日休航[1]。戦後は引揚輸送に従事。

天山丸型（客貨船）
- 天山丸 : 1942年（昭和17年）9月27日就航[1]、1945年（昭和20年）7月30日沈没。
- 崑崙丸 : 1943年（昭和18年）4月12日就航、同年10月5日沈没[1]。

壱岐丸II型（貨物船）
- 壱岐丸（2代目） : 1940年（昭和15年）11月30日就航、1945年（昭和20年）8月24日青函航路に転属就航[1]。
- 対馬丸（2代目） : 1941年（昭和16年）4月12日就航[1]、1945年（昭和20年）8月13日自沈。

その他
- 多喜丸（貨物船） : 経理局より1919年（大正8年）4月9日転入、1936年（昭和11年）11月18日公用廃止[2]。

### 傭船
- さくら丸 : 帝国海事協会義勇艦（平時は大阪商船台湾航路）。1911年（明治44年）5月-1913年（大正2年）3月、1916年（大正5年）4月-1918年（大正7年）3月。
- うめが香丸 : 帝国海事協会義勇艦（平時は大阪汽船台湾航路）。1911年（明治44年）1月-1912年（大正元年）9月23日浸水沈没。

船長
森親祐 鉄道院技師：1909年7月14日 -
- 博愛丸 : 日本赤十字社病院船（平時は日本郵船上海航路）。1918年（大正7年）4月-1922年（大正11年）3月。
- 弘済丸 : 日本赤十字社病院船（平時は日本郵船上海航路）。1912年（明治45年）6月-1914年（大正3年）8月、1915年（大正4年）1月-1916年（大正5年）4月。
- 西京丸 : 日本郵船貨客船。1914年（大正3年）8月-1915年（大正4年）1月。